# سي. دي. باين
سي. دي. باين (بالإنجليزية: C. D. Payne)‏ (5 يوليو 1949، آكرون في الولايات المتحدة)؛ كاتِب، سيناريست وروائي أمريكي. درس في جامعة هارفارد.

## روابط خارجية
- سي. دي. باين على موقع IMDb (الإنجليزية)
- سي. دي. باين على موقع ديسكوغز (الإنجليزية)